# Cyclotheca miconiae
Cyclotheca miconiae är en svampart som först beskrevs av Paul Sydow, och fick sitt nu gällande namn av Ferdinand Theissen 1914. Cyclotheca miconiae ingår i släktet Cyclotheca och familjen Microthyriaceae.   Inga underarter finns listade i Catalogue of Life.